# Булыгин, Владимир Константинович
Владимир Константинович Булыгин (14 июля 1938 года — 3 июля 2007 года) — советский и российский учёный в области радиационной безопасности и военный моряк, Герой Советского Союза (27.07.1990). Капитан 1-го ранга (19.02.1980).

## Биография
Владимир Константинович Булыгин родился 14 июля 1938 года в Перми. В 1955 году окончил среднюю школу № 370 в Ленинграде.
В ВМФ СССР с 1956 года. В 1956 году окончил один курс Ленинградского военно-механического института, потом окончил два курса Высшего военно-морского училища инженеров оружия, после чего с февраля по ноябрь 1959 года проходил срочную службу. В 1960 году окончил третий курс Высшего военно-морского училища инженеров оружия, и затем в 1960 — 1962 годах продолжил учёбу на химическом факультете Каспийского высшего военно-морского училища им. С. М. Кирова. Во время учёбы, в 1961 году, на гарнизоне Западная Лица (Северного флота) принимал участие курсантом-стажером в работах по ликвидации последствий аварии на атомной подводной лодке К-19.
После окончания училища в 1962 году проходил службу на Северном флоте с августа 1962 — инженером-дозиметристом, с апреля 1965 — старшим инженером-радиохимиком, с ноября 1967 — начальником лаборатории службы радиационной безопасности воинской части Йоканьгской военно-морской базы.
С июля 1970 года преподавал в Учебном центре Военно-морского флота (Сосновый Бор), а в декабре 1978 года назначен на должность старшего преподавателя цикла радиационной безопасности и обитаемости Учебного центра Военно-морского флота.
Владимир Константинович работал над проблемами радиационной безопасности, хранения, утилизации и уничтожения ядерных отходов; разработал несколько уникальных установок и технологий для нормализации радиационной обстановки.
В. К. Булыгин неоднократно принимал участие в ликвидации последствий аварий, угрозы радиоактивной катастрофы: в 1987 году на Тихоокеанском хранилище № 5 береговой технической базы (Тихоокеанский флот), в 1989 году на хранилищах отработанного ядерного топлива Северного флота.
Указом Президиума Верховного Совета СССР № 408 от 27 июля 1990 года за успешное выполнение специального задания командования и проявленные при этом мужество и героизм капитану 1 ранга Владимиру Константиновичу Булыгину было присвоено звание Героя Советского Союза с вручением ордена Ленина и медали «Золотая Звезда».
В апреле 1998 года капитан 1 ранга В. К. Булыгин уволен в запас. Работал в ЗАО «НПП «Экоатом», занимающееся очисткой жидких радиационных отходов ВМФ и ликвидацией последствий радиоактивного заражения по всей территории России.
Владимир Константинович Булыгин умер после тяжёлой болезни 3 июля 2007 года и похоронен на кладбище города Сосновый Бор.

## Награды
- Медаль «Золотая Звезда» Героя Советского Союза (20.07.1990, № 11626),
- Орден Ленина (20.07.1990, № 460125),
- Орден «За личное мужество» (1993),
- Орден Красной Звезды (23.02.1988),
- медали.

## Память
- В городе Сосновый Бор 14 июля 2008 года открыта мемориальная доска на доме, где с 1971 года по 2007 год жил Владимир Константинович Булыгин[3].
- Постановлением  администрации Муниципального образования Сосновоборский городской округ от 08.05.2020 г. №903  Муниципальному бюджетному общеобразовательному учреждению "Средняя общеобразовательная школа №4"  присвоено имя Героя Советского Союза Владимира Константиновича Булыгина.
- Именем В. К. Булыгина назван бульвар в Сосновом Бору (2021).